# 시로이코이비토

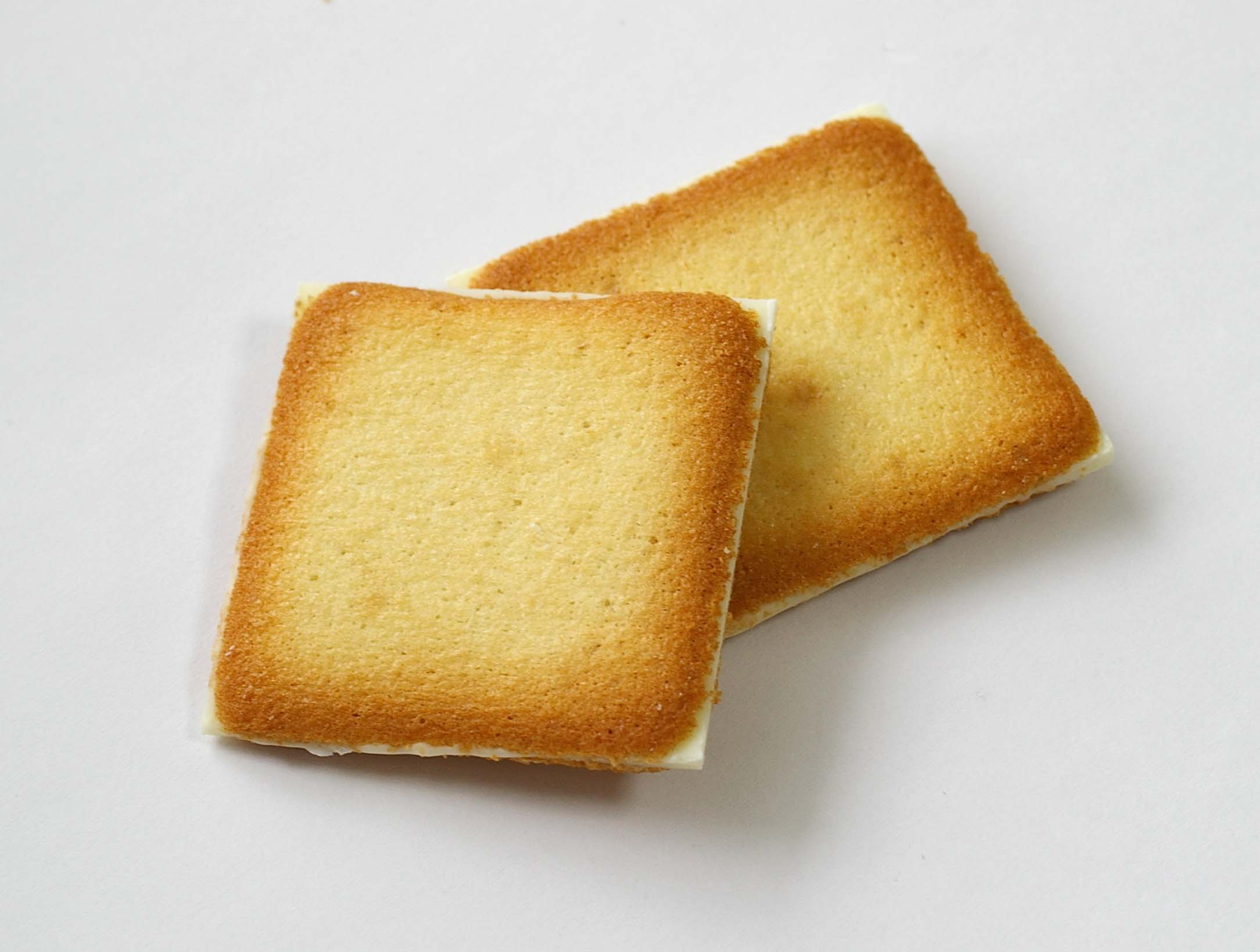
시로이코이비토

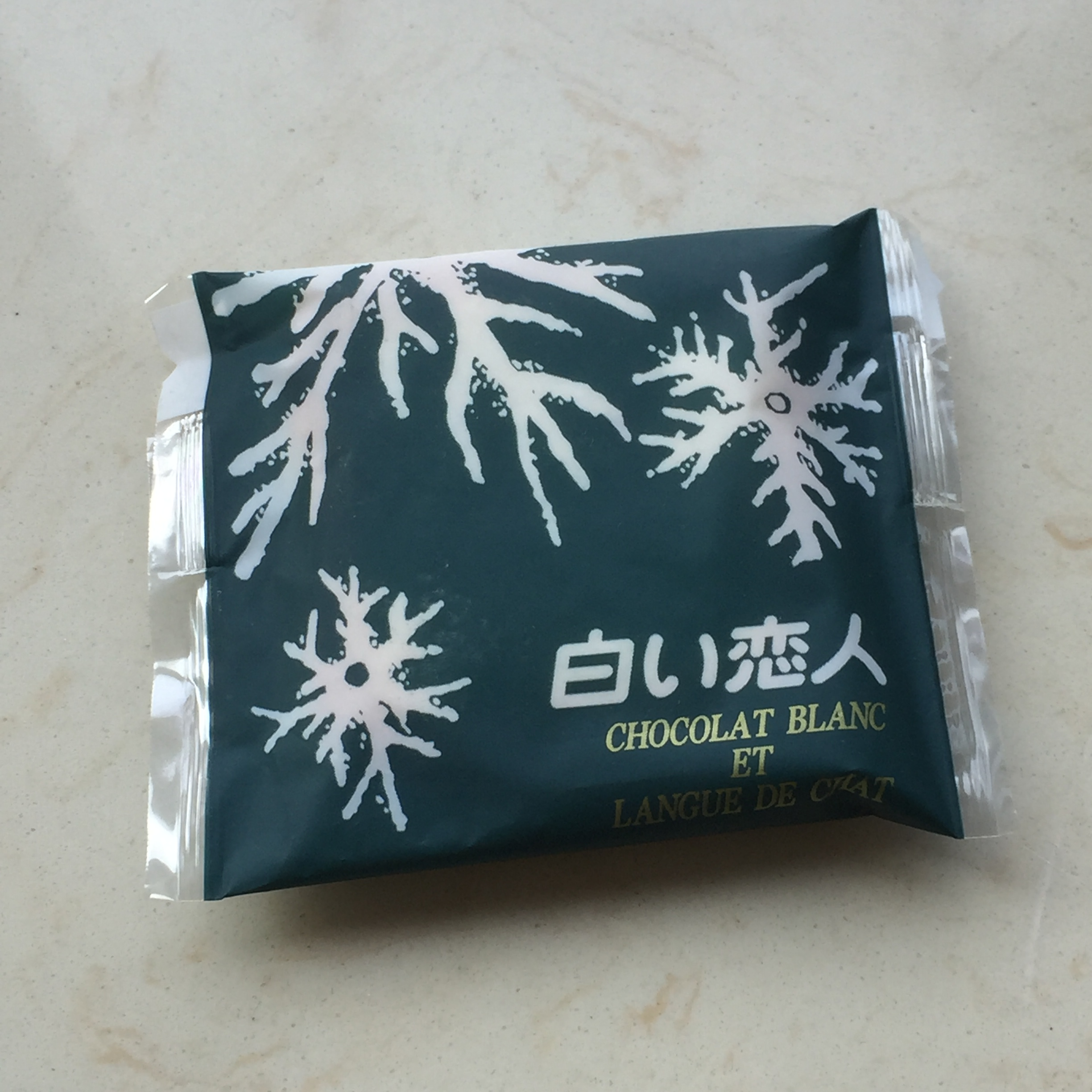
시로이코이비토

시로이코이비토(일본어: 白い恋人→하얀 연인)는 일본 홋카이도 삿포로시 이시야 제과에서 제조 및 판매하는 과자이다. 1976년 출시되었다. 쿠키 사이에 초콜릿을 사이에 넣은 것으로, 화이트 초콜릿을 사이에 넣은 '시로이코이비토 화이트'와 밀크 초콜릿을 사이에 넣은 '시로이코이비토 블랙'의 2종류가 있다.
삿포로시 니시구에 있는 시로이코이비토 파크는 시로이코이비토의 생산 공장이나 초콜릿의 역사나 미술품 등을 견학할 수 있다.
이시야 제과가 콘사돌레 삿포로의 공식 스폰서이기 때문에 2018년까지 유니폼에 시로이코이비토 로고가 들어가 있었다. 2019년부터는 시로이코이비토 표기를 제외하고 기업명인 ISHIYA로 바꾸었다.
발매 30주년을 기념해 2마리의 고양이 캐릭터를 주인공으로 한 오리지널 TV 애니메이션 "시로이코이비토"가 2006년 12월 23일에 홋카이도 TV 방송에서 방영됐다. 2007년 2월 10일에는 BS 아사히에서도 방송되었다. 애니메이션 제작은 신에이 동영상이 제작하였다.